# Aziz Sancar
Aziz Sancar   (Savur, 8 de setembre de 1946) és un bioquímic i biòleg molecular turc especialitzat en reparació de l'ADN, punts de control del cicle de la cèl·lula i el rellotge circadià. El 2015, li va ser atorgat el premi Nobel de Química juntament amb Tomas Lindahl i Paul L. Modrich pels seus estudis mecanicistes de reparació d'ADN.
Aziz Sancar va néixer en una família de classe mitjana baixa a Savur, districte de la província de Mardin, al sud-est de Turquia el 8 de setembre de 1946. Fou el setè nen de vuit. Els seus pares eren analfabets però tanmateix, van posar un gran èmfasi sobre l'educació. Sancar va completar el seu M.D. a la Universitat d'Istanbul de Turquia i va completar el seu Ph.D. sobre l'enzim fotoreactivador de l'Escherichia coli el 1977 a la Universitat de Texas de Dallas en el laboratori de C. Stan Rupert, ara professor emerit.
És el cofundador de la Fundació Aziz i Gwen Sancar, una organització no lucrativa per promoure la cultura turca i per donar suport a estudiants turcs als Estats Units. També és membre honorari de l'Acadèmia turca de Ciències i de l'Acadèmia americana d'Arts i Ciències.
La seva investigació més llarga ha implicat la fotoliasa i els mecanismes de foto-reactivació.
Aziz Sancar va ser elegit el 2005 a l'Acadèmia Nacional de Ciències com el primer membre turc-americà. És professor (Sarah Graham Kenan) de Bioquímica, a la Universitat de Carolina del Nord. Està casat amb Gwen Boles Sancar, qui es va graduar el mateix any i que és també professora de Bioquímica i Biofísica a la Universitat de Carolina del Nord, a Chapell Hill. Junts, van fundar Carolina Turk Evi, un centre turc permanent molt proxim al campus d'UNC-CH, el qual proporciona allotjament per quatre investigadors llicenciatss turcs a UNC-CH, serveis de curta durada per a professors visitants turcs, i un centre per a la promoció d'intercanvis turc-americans.
El 2015 se li va atorgar el premi Nobel de Química, juntament amb Tomas Lindahl i Paul L. Modrich pel seus estudis mecanístics de reparació de l'ADN. Sancar és el segon Nobel turc guardonat després de Orhan Pamuk, qui és també un antic alumne de la Universitat d'Istanbul.